# (35441) Kyoko
(35441) Kyoko est un astéroïde de la ceinture principale.

## Description
(35441) Kyoko est un astéroïde de la ceinture principale. Il fut découvert le 31 janvier 1998 à Susono par Makio Akiyama. Il présente une orbite caractérisée par un demi-grand axe de 2,56 UA, une excentricité de 0,16 et une inclinaison de 13,4° par rapport à l'écliptique.

## Compléments